# 2011 코파 델 레이 결승전
2011 코파 델 레이 결승전(스페인어: La Final de la Copa del Rey de 2011)은 스페인의 축구 컵대회인 코파 델 레이의 107번째 결승전이다. 이 결승전 경기는 바르셀로나와 레알 마드리드 간의 전통적인 숙명전인 '고전 더비'로, 2011년 4월 20일에 발렌시아의 메스타야에서 열렸는데, 코파 델 레이 결승전에서 두 구단 간의 통산 6번째 맞대결이자 1990년에 같은 구장에서 진행된 이래 처음으로 맞붙는 결승전으로, 라 리가에서 맞대결을 치르고 나흘 만에 이 경기를 치렀고, 이 경기 이후 일주일 뒤에는 챔피언스리그 준결승 1차전에서 또 맞대결을 벌였다.
레알 마드리드는 연장전 끝에 1-0 승리를 거두면서 사라고사를 이기고 우승을 거둔 1993년 이래 18년 만에 통산 18번째 대회 우승을 거두었다.

## 결승전까지의 경기
| 바르셀로나      | 바르셀로나 | 바르셀로나         | 단계     | 레알 마드리드       | 레알 마드리드 | 레알 마드리드      |
| --------------- | ---------- | ------------------ | -------- | ------------------- | ------------- | ------------------ |
| 상대            | 결과       | 상세 결과          |          | 상대                | 결과          | 상세 결과          |
| 세우타          | 7–1        | 2–0 원정; 5–1 안방 | 32강전   | 무르시아            | 5–1           | 0–0 원정; 5–1 안방 |
| 아틀레틱 빌바오 | 1–1 (원)   | 0–0 안방; 1–1 원정 | 16강전   | 레반테              | 8–2           | 8–0 안방; 0–2 원정 |
| 베티스          | 6–3        | 5–0 안방; 1–3 원정 | 8강전    | 아틀레티코 마드리드 | 4–1           | 3–1 안방; 1–0 원정 |
| 알메리아        | 8–0        | 5–0 안방; 3–0 원정 | 준결승전 | 세비야              | 3–0           | 1–0 원정; 2–0 안방 |

## 경기
양측 모두 90분 동안 무득점으로 침묵했지만, 두 진영 모두 절호의 득점 기회를 잡았다. 크리스티아누 호날두는 전반전에 세 차례 득점 기회를 창출했으나, 세 번째 득점 기회는 바르셀로나 수문장 호세 마누엘 핀토가 한 손으로 쳐냈다. 바르셀로나는 전반전에 한 번의 유효슛도 기록하지 못했으나, 후반전에 들어 점유율을 크게 높였는데, 안드레스 이니에스타와 페드로가 살린 기회를 레알 마드리드의 골키퍼 이케르 카시야스가 선방했다. 경기는 연장전에서 터진 단 한 골로 결정되었는데, 크리스티아누 호날두는 머리로 앙헬 디 마리아가 넘긴 공을 집어넣었다.
BBC는 레알 마드리드의 조제 모리뉴의 수비 전술이 바르셀로나의 공격을 모두 무위로 막아내는데 큰 공을 세웠다고 평했다. 바르셀로나의 차비, 안드레스 이니에스타, 리오넬 메시, 그리고 다비드 비야가 공을 잡자 두 마드리드 선수들이 견제했다. 많은 반칙을 기록한 거친 경기이기도 했는데, 주심은 8번의 경고를 제시했다. 레알 마드리드의 앙헬 디 마리아는 120분에 두 번째 경고를 받아 퇴장당했다.

### 상세 경기 정보
| 바르셀로나 | 0–1 (연)          | 레알 마드리드            |
| ---------- | ----------------- | ------------------------ |
|            | 리포트 (스페인어) | 크리스티아누 호날두 103′ |

| 바르셀로나 | 레알 마드리드 |

| GK              | 13 | 호세 마누엘 핀토    |      |      |
| RB              | 2  | 다니 아우베스       |      | 115′ |
| CB              | 14 | 하비에르 마스체라노 |      |      |
| CB              | 3  | 제라르드 피케       |      |      |
| LB              | 21 | 아드리아누          | 117′ |      |
| DM              | 16 | 세르지오 부스케츠   |      | 107′ |
| CM              | 6  | 차비 (주장)         |      |      |
| CM              | 8  | 안드레스 이니에스타 |      |      |
| RF              | 17 | 페드로              | 34′  |      |
| CF              | 10 | 리오넬 메시         | 65′  |      |
| LF              | 7  | 다비드 비야         |      | 104′ |
| 교체 선수:      |    |                     |      |      |
| GK              | 1  | 빅토르 발데스       |      |      |
| DF              | 5  | 카를레스 푸욜       |      |      |
| DF              | 18 | 가브리엘 밀리토     |      |      |
| DF              | 19 | 마스웨우            |      | 115′ |
| MF              | 15 | 세이두 케이타       |      | 107′ |
| MF              | 20 | 이브라힘 아펠라이   |      | 104′ |
| MF              | 30 | 티아고              |      |      |
| 감독:           |    |                     |      |      |
| 페프 과르디올라 |    |                     |      |      |

| GK          | 1  | 이케르 카시야스 (주장) |          |      |
| RB          | 17 | 알바로 아르벨로아      |          |      |
| CB          | 4  | 세르히오 라모스        |          |      |
| CB          | 2  | 히카르두 카르발류      |          | 119′ |
| LB          | 12 | 마르셀루               |          |      |
| DM          | 3  | 페페                   | 26′      |      |
| CM          | 14 | 샤비 알론소            | 60′      |      |
| CM          | 24 | 사미 케디라            |          | 104′ |
| RF          | 23 | 메수트 외질            |          | 69′  |
| CF          | 7  | 크리스티아누 호날두    |          |      |
| LF          | 22 | 앙헬 디 마리아         | 85′ 120′ |      |
| 교체 선수:  |    |                        |          |      |
| GK          | 25 | 예지 두데크            |          |      |
| DF          | 19 | 에세키엘 가라이        |          | 119′ |
| MF          | 8  | 카카                   |          |      |
| MF          | 11 | 에스테반 그라네로      |          | 104′ |
| FW          | 6  | 에마뉘엘 아데바요르    | 73′      | 69′  |
| FW          | 9  | 카림 벤제마            |          |      |
| FW          | 20 | 곤살로 이과인          |          |      |
| 감독:       |    |                        |          |      |
| 조제 모리뉴 |    |                        |          |      |

| 부심: 페르민 마르티네스 이바녜스 (나바라) 헤수스 칼보 과다무로 (안달루시아) 대기심: 페르난도 테이세이라 비티에네스 (칸타브리아) | 경기 규정: - 90분 - 필요시 연장전 30분 - 연장전 이후 동점시 승부차기 - 교체 선수 7명 등록 - 최대 선수 3명 교체 가능 |

## 경기 후
레알 마드리드 선수들은 군중들의 환호를 받으며 2층 버스로 마드리드 시내를 돌아다녔다. 우승컵을 부주의하게 들어올린 레알 마드리드 수비수 세르히오 라모스는 버스 앞으로 컵을 떨어뜨렸고, 우승컵이 박살났다. 라모스는 이후 자신이 우승컵을 떨어뜨린 것이 아니라, 스스로 버스 아래로 내려가 팬들을 만나러 갔다고 농담했다. 구단은 즉시 우승컵을 복제본으로 바꿔 구단 박물관에 전시하였다.

## 같이 보기
- 고전 더비